# Partito Incontro Nazionale
Il Partito Incontro Nazionale (in spagnolo Partido Encuentro Nacional) è un partito politico paraguaiano fondato il 26 ottobre 1991.

## Risultati elettorali
| Elezione | Elezione | Voti    | %    | Seggi  |
| -------- | -------- | ------- | ---- | ------ |
| 2003     | Camera   | 39 372  | 2,61 | 0 / 80 |
| 2003     | Senato   | 31 212  | 2,11 | 1 / 45 |
| 2008     | Camera   | 14 227  | 0,80 | 0 / 80 |
| 2008     | Senato   | 20 843  | 1,18 | 0 / 45 |
| 2013     | Camera   | 108 662 | 4,84 | 2 / 80 |
| 2013     | Senato   | 78 460  | 3,49 | 1 / 45 |
| 2018     | Camera   | 75 514  | 3,18 | 2 / 80 |
| 2018     | Senato   | 30 365  | 1,29 | 0 / 45 |